# Ingrid Auerswald
Ingrid Auerswald-Lange (Jena, 2 settembre 1957) è un'ex velocista tedesca, campionessa olimpica, mondiale ed europea della staffetta 4×100 metri.

## Biografia
Ai Giochi della XXII Olimpiade vinse l'oro nella staffetta 4×100 m insieme alle connazionali Bärbel Wöckel, Romy Müller e Marlies Göhr.

## Record nazionali

### Seniores
Record nazionali tedeschi
- Staffetta 4×100 metri: 41"37 ( Canberra, 6 ottobre 1985)  (Silke Möller, Sabine Günther, Ingrid Auerswald, Marlies Göhr)

## Palmarès
| Anno | Manifestazione  | Sede      | Evento      | Risultato | Prestazione | Note                  |
| ---- | --------------- | --------- | ----------- | --------- | ----------- | --------------------- |
| 1980 | Giochi olimpici | Mosca     | 100 metri   | Bronzo    | 11"14       |                       |
| 1980 | Giochi olimpici | Mosca     | 4×100 metri | Oro       | 41"60       | Record mondiale       |
| 1981 | Europei indoor  | Grenoble  | 50 metri    | 4ª        | 6"20        |                       |
| 1983 | Mondiali        | Helsinki  | 4×100 metri | Oro       | 41"76       |                       |
| 1986 | Europei         | Stoccarda | 100 metri   | 5ª        | 11"11       |                       |
| 1986 | Europei         | Stoccarda | 4×100 metri | Oro       | 41"84       | Record dei campionati |
| 1988 | Europei indoor  | Budapest  | 200 metri   | 5ª        | 23"25       |                       |
| 1988 | Giochi olimpici | Seul      | 4×100 metri | Argento   | 42"09       |                       |

## Altre competizioni internazionali
1977
- Coppa Europa di atletica leggera ( Helsinki)
- Argento in Coppa del mondo ( Düsseldorf), 4×100 metri - 42"65

1979
- Coppa Europa di atletica leggera ( Torino)
- Argento in Coppa del mondo ( Montréal), 4×100 metri - 42"32

1983
- Coppa Europa di atletica leggera ( Londra)

1985
- Oro in Coppa del mondo ( Canberra), 4×100 metri - 41"37

1987
- Coppa Europa di atletica leggera ( Praga)